# ウクライナ復興会議

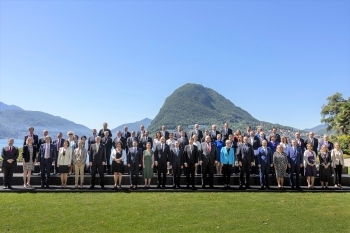
集合写真

ウクライナ復興会議（ウクライナふっこうかいぎ）は、戦後のウクライナ再建を目的とした一連の会議の名前である。
2022年の第1回会議は当初第5回ウクライナ改革会議として計画されていたが、ロシアのウクライナ侵攻により（会議の）焦点と名称が変更された。

## 参加者
この会議には、ウクライナのデニス・シュミハリ首相、欧州委員会のウルズラ・フォン・デア・ライエン委員長、ウクライナのウォロディミル・ゼレンスキー大統領（オンライン参加）を含む、世界中から数十人の高位の政治家が参加している。

## URC2022（2022年ウクライナ復興会議）
URC2022は、2022年7月4日から5日までスイスのルガーノで開催された2日間の国際会議であり、戦後のウクライナ復興に関するウクライナのロードマップを提示するとともに、ウクライナ再建のための計画について議論し、資金を調達することを目的としていた。この会議はウクライナに対する「マーシャル・プラン」と呼ばれていた。会議で演説したウクライナのシュミハリ首相によれば、ウクライナの復興計画に必要な金額は推計で7500億ドルにのぼるといい、主要な財源として、オリガルヒなどから接収したロシアの資産を挙げた。
イギリスはウクライナ再建に向けた大規模な支援策を発表した。
ウクライナに関するルガーノ宣言には、アルバニア、オーストラリア、オーストリア、ベルギー、ギリシャ、デンマーク、エストニア、イスラエル、アイルランド、アイスランド、スペイン、イタリア、カナダ、キプロス、ラトビア、リトアニア、リヒテンシュタイン、ルクセンブルク、マルタ、モルドバ、オランダ、ドイツ、ノルウェー、北マケドニア、ポーランド、ポルトガル、韓国、ルーマニア、スロバキア、スロベニア、イギリス、アメリカ、トルコ、ウクライナ、ハンガリー、 フィンランド、フランス、クロアチア、日本の国家元首や政府首脳、閣僚、上級代表のほか、欧州評議会、欧州復興開発銀行、欧州委員会、欧州投資銀行、経済協力開発機構の高官や上級代表が署名した。

### 声明
7月4日の演説で、ゼレンスキー大統領は一部のウクライナ人にウクライナに戻るよう求めた。ロシアに関して、ゼレンスキーは、「ロシアの対ウクライナ戦争は我々の土地を奪い、国家機関を破壊し、我々の独立を破壊する試みであるだけではない。これは世界観の対立だ。ロシアで構築された反民主主義と反欧州の体制がおそらく我々全員よりも、ウクライナよりも、欧州よりも、そして民主主義世界よりも強いことを証明しようとしている」と述べた。
スイス連邦のイニャツィオ・カシス大統領は演説の中で、「私たちを団結させているのは、この恐怖、荒廃、悲しみの時代において、ウクライナ人に自立した生活、平和、そして明るい未来に戻る見通しを与えたいという願いである。前途は長いが、銃声が静まるその時に備えるのに遅すぎるということはない」と述べた。

## 2023年
2023年のウクライナ復興会議は、イギリスとの共同開催となった。
2023年9月、ドイツは次回のウクライナ復興会議を2024年6月11日にベルリンで開催すると発表した。